# 帝國議會 (日本)

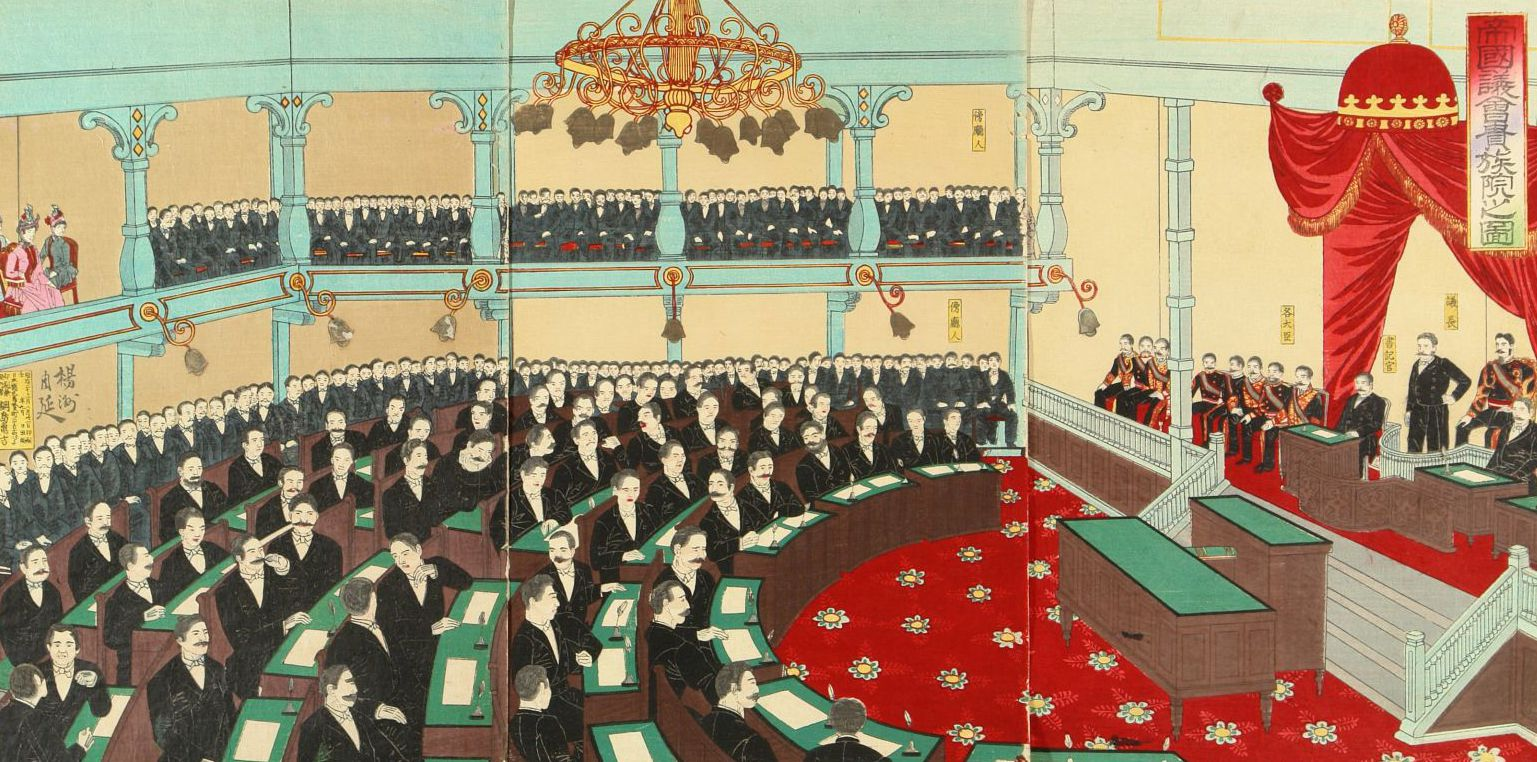
豐原周延畫〈帝國議會貴族院之圖〉

帝國議會（日语：〔〕／ Teikoku Gikai）是大日本帝國的最高立法機關，由贵族院和众议院组成，也是日本國會自1889年發布《大日本帝國憲法》到1947年發布《日本国憲法》期間的名称。其歷史包括從1890年11月29日的第1回帝國議會、至1947年3月31日的第92回帝國議會。

## 组成
帝國議會由眾議院和貴族院構成，眾議院議員由國民選出，貴族院議員則由不經選舉的皇族、華族、勅任議員構成。貴族院不解散，多數議員終身任职。兩院權限均等，但眾議院擁有預算先議權。1890年11月29日，第1屆眾議院、貴族院開議；1947年3月31日，第92屆眾議院解散、貴族院停會。1947年5月3日，《日本國憲法》施行，自此「帝國議會」改稱為「國會」。
目前日本國會召開的回數是從1947年更名之後開始計算，惟眾議院的屆數統計仍然從帝國議會時期起算。

## 外部鍵結
- 帝國議會會議紀錄檢索系統（日本國立國會圖書館建置）（日語）